# Serrières-sur-Ain

Serrières-sur-Ain este o comună în departamentul Ain din estul Franței.